# Hontianske Moravce
Hontianske Moravce (em húngaro: Hontmarót) é um município da Eslováquia, situado no distrito de Krupina, na região de Banská Bystrica. Tem 16,83 km² de área e sua população em 2018 foi estimada em 860 habitantes.

## Demografia
| Ano:        | 1994 | 2004    | 2014   | 2024    |
| ----------- | ---- | ------- | ------ | ------- |
| Broj ljudi: | 723  | 893     | 885    | 745     |
| Razlika:    |      | +23,51% | -0,89% | -15,81% |

| Ano:               | 2023 | 2024   |
| ------------------ | ---- | ------ |
| Número de pessoas: | 760  | 745    |
| Diferença:         |      | -1,97% |